# 687
687 كانت سنة بسيطة تبدأ يوم الثلاثاء حسب التقويم اليولياني.

## أحداث
مقتل المختار بن أبي عبيد الثقفي بالكوفة
مصعب بن الزبير يحكم العراق وما حوله

## مواليد
- عبد الله بن الحسن

## وفيات
- عدي بن حاتم الطائي
- المختار بن أبي عبيد
- عبد الله بن عباس
- إيرويج - أحد ملوك القوط الغربيين.